# Wodnik Radom
MKS Wodnik Radom – polski klub pływacki z Radomia. Powstał w 1997 roku na bazie sekcji pływackiej WKS Czarni Radom.
W latach 1994–1996 pływacy Czarnych zdobywali medale mistrzostw Polski, a od roku 1997 reprezentowali Wodnika Radom. Po 7 latach działalności zawodnicy radomskiego klubu zdobyli w sumie 127 medali mistrzostw Polski w różnych kategoriach wiekowych, a do 2008 roku zgromadzili już 178 medali i ustanowili 15 rekordów Polski.
Poza pływaniem w klubie działają Sekcja Ratownictwa Sportowego i sekcja triathlonu.